# برايان كريستوفر (مصارع محترف)
برايان كريستوفر (بالإنجليزية: Brian Christopher) هو مصارع محترف أمريكي، ولد في 10 يناير 1972 في ممفيس في الولايات المتحدة، وتوفي في 29 يوليو 2018 في بوليفار في الولايات المتحدة.

## وفاته
حوالي الساعة الواحدة صباحًا بتوقيت الساحل الشرقي في 7 يوليو 2018، أُعيد توقيف لولر مجددًا بتهمة القيادة تحت تأثير الكحول، ومحاولة الهروب من الشرطة. وفي ساعات الصباح الباكر من 29 يوليو 2018، عُثر على لولر مشنوقًا في زنزانته بسجن مقاطعة هاردمان، وكان في حالة موت دماغي عند اكتشافه. وقد أُوقِف دعم الحياة بعد بضع ساعات من وصول والده، جيري لولر، إلى المستشفى لرؤيته. وأُعلن عن وفاته حوالي الساعة 4:40 مساءً بالتوقيت الشرقي عن عمر ناهز 46 عامًا.
في الذكرى السنوية الأولى لوفاته، رفع جيري لولر دعوى وفاة غير مشروعة ضد مقاطعة هاردمان، وشريف المقاطعة جون دولن، وآخرين، متهمًا إياهم بالإهمال في حماية لولر. وادعى أن الشريف دولن قد وعده شخصيًا بـ"مراقبة" لولر بعد دخوله السجن.

## وصلات خارجية
- برايان كريستوفر على موقع WrestlingData.com (الإنجليزية)
- برايان كريستوفر على موقع CageMatch worker (الإنجليزية)
- برايان كريستوفر على موقع قاعدة بيانات المصارعة على الإنترنت (الإنجليزية)
- برايان كريستوفر على موقع عالم المصارعة على الإنترنت (الإنجليزية)
- برايان كريستوفر على موقع عالم المصارعة على الإنترنت (الإنجليزية)
- برايان كريستوفر على موقع IMDb (الإنجليزية)
- برايان كريستوفر على موقع قاعدة بيانات الفيلم (الإنجليزية)